# Wallenthal
Wallenthal is een plaats in de Duitse gemeente Kall, deelstaat Noordrijn-Westfalen, en telt 211 inwoners (2006).